# Kirche Heukewalde

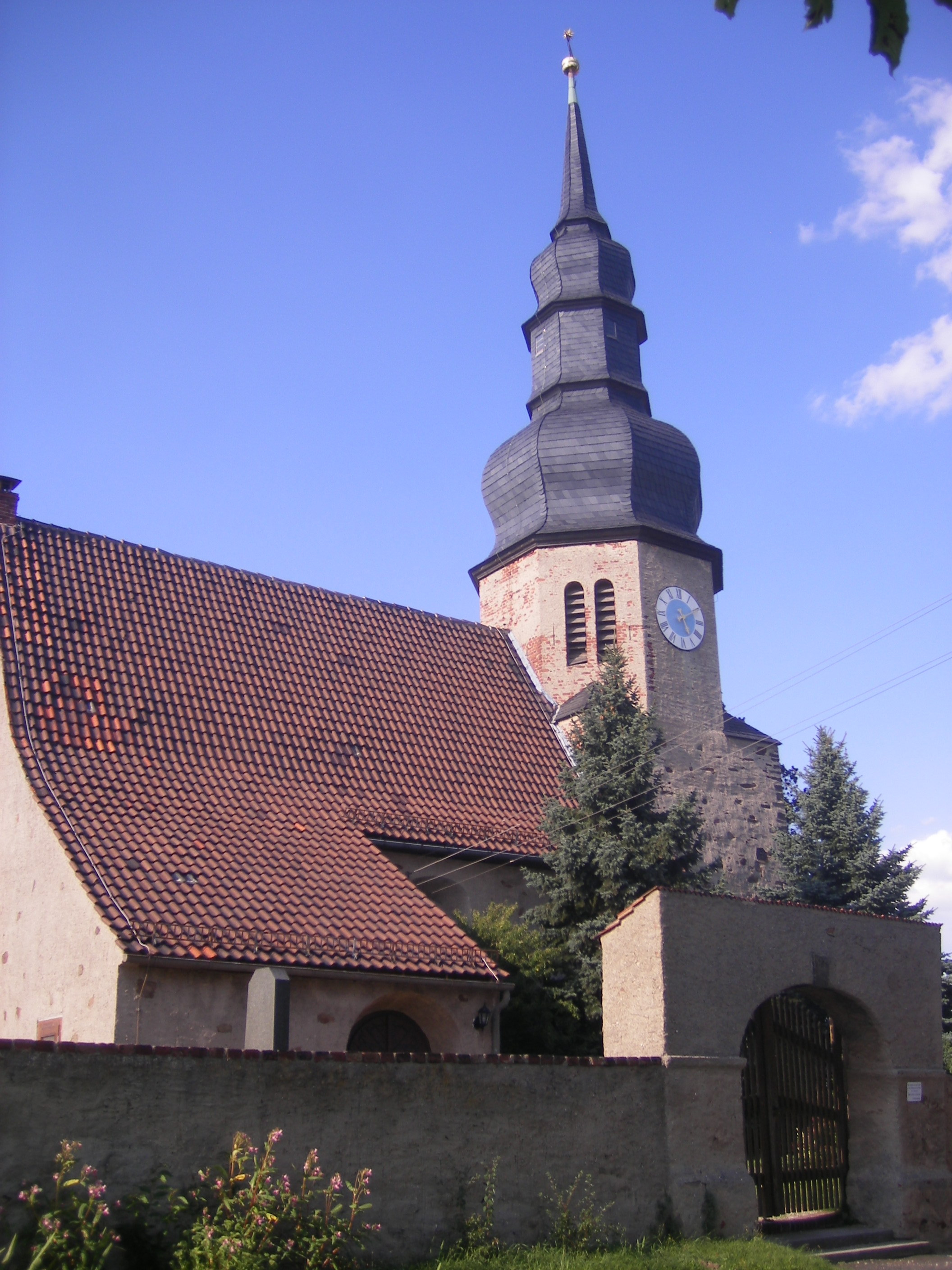
Kirche Heukewalde

Die evangelisch-lutherische Kirche Heukewalde steht in Heukewalde, eine Gemeinde im Landkreis Altenburger Land in Thüringen. Die Kirchengemeinde Heukewalde gehört zur Pfarrei Thonhausen im Kirchenkreis Altenburger Land der Evangelischen Kirche in Mitteldeutschland.

## Beschreibung
Die Saalkirche wurde 1766 unter Verwendung verschiedener Teile des Vorgängerbaus errichtet. Sie hat einen eingezogenen Chorturm, der bereits 1708 bis 1710 entstand. Nach einem Brand wurde der Aufbau des Kirchturms geändert. Er erhielt einen achtseitigen Aufsatz, den eine geschweifte schiefergedeckte Haube bedeckt. Ferner wurde der Innenraum neu gestaltet. 1766 gab der Kirchenmaler Johann Peter Weber aus Blankenhain der Kirche die künstlerische Ausgestaltung.
Die erste Orgel wurde 1754 von Christian Ernst Friederici erbaut. Die heutige Orgel hat 11 Registern, verteilt auf 2 Manuale und Pedal, und wurde 1935 von Jehmlich Orgelbau errichtet.